# Ludvig den Fromme
 Ikke at forveksle med Ludvig 3. af Thüringen.
Ludvig den Fromme (fransk: Louis le Pieux; tysk: Ludwig der Fromme) (778 – 20. juni 840) var konge af Frankerriget og Tysk-romersk kejser fra 814 til 840. Før han blev kejser, var han konge i Akvitanien fra 781 og blev sin fars medregent i 813. Som sin fars eneste overlevende søn blev han enehersker over Frankerriget ved dennes død i 814, en position han fastholdt frem til sin død med undtagelse af perioden 833–834, hvor han var afsat.

## Biografi
Han var Karl den Stores tredje og eneste overlevende søn med hans tredje gemalinde Hildegard. Ludvig blev indsat som konge i Akvitanien i 781 af sin far. Han blev sin fars medregent i 813 og efterfulgte ham som enehersker over frankerne i 814. Han fjernede straks sin fars dygtigste minister. Det var Mala, Karl Martells barnebarn, og lod sig krone på ny i Reims af pave Stefan IV. Han lod sin nevø Bernhard af Italien blinde. Bernhard havde følt sig tilsidesat ved ved delingen af riget i 817 og gjorde oprør. Samme år havde Ludvig indsat sin ældste søn Lothar som medkejser.
Ludvig den Fromme førte i 815 et felttog i Jylland, hvor han støttede kong Harald Klak, der var blevet fordrevet af Godfredsønnerne. De trak sig tilbage til Fyn, og frankerne trak sig hurtigt tilbage, efter at være blevet angrebet i baglandet.
Under rigsdagen i Worms år 829 opsøgtes Ludvig af to sendebud fra kongen i Svealand, som mente at hans land skulle overgå til den kristne tro. Ludvig udpegede Ansgar og hans hans medhjælper munken Witmar til at rejse til Birka.
Af hans to yngre sønner blev Pippin konge over Akvitanien, mens Ludvig fik tildelt Bayern. Senere ændrede han det til fordel for en yngre søn, han havde med sin anden gemalinde, Judith af Bayern. Hun fødte ham en fjerde søn, Karl, og han blev i 829 indsat som hersker over Allemanien. Dermed fik han sine tre ældste sønner mod sig. De gjorde oprør og fratog ham al magt.
Da Ludvig i 832 overlod Akvitanien til Karl, sendte de tre ældre sønner faren til Coiffons, efter at have besejret ham på Rotfeld ved Colmar. I Coiffons tvang Lothar ham i oktober 833 til offentlig kirketugt (pønitens).
Denne skammelige behandling af faren gjorde Pippin så forbitret, at han slog sig sammen med Ludvig mod Lothar, og 1. marts 834 blev faren genindsat som hersker. Lothar fik kun lov at beholde sin del af Italien.
Da Ludvig efter Pippins død i 838 ville foretage en ny deling af magten, så hans søn Ludvig af Bayern fik sit herredømme indskrænket, drog denne i hærtog mod sin far. Men allerede før slaget døde Ludvig og blev gravlagt i den kirke, hvor også Arnulf af Metz var bisat.
| Ludvig den FrommeKarolingerneFødt: 16. april 778 Død: 20. juni 840 |                                                                               |                                                      |
| Titler som regent                                                  |                                                                               |                                                      |
| Foregående: Ingen (Titel oprettet)                                 | Konge af Akvitanien 781 – 814                                                 | Efterfølgende: Pippin 1.                             |
| Foregående: Karl den Store                                         | Romersk kejser 813 - 840 med Karl den Store (813–814) med Lothar 1. (817–840) | Efterfølgende: Lothar 1.                             |
| Foregående: Karl den Store                                         | Konge af Frankerne 814 - 840                                                  | Efterfølgende: Lothar 1. (som konge i Mellemfranken) |
| Foregående: Karl den Store                                         | Konge af Frankerne 814 - 840                                                  | Efterfølgende: Ludvig 2. (som konge i Østfranken)    |
| Foregående: Karl den Store                                         | Konge af Frankerne 814 - 840                                                  | Efterfølgende: Karl 2. (som konge i Vestfranken)     |